# Deinopsis americana
Deinopsis americana är en skalbaggsart som beskrevs av Ernst Gustav Kraatz 1857. Deinopsis americana ingår i släktet Deinopsis och familjen kortvingar. Inga underarter finns listade i Catalogue of Life.